# 氢氧化镉
氢氧化镉是一种无机化合物，化学式为Cd(OH)2。它是一种离子化合物，为白色晶体。它在鎳鎘電池中是一种关键性的化合物。氢氧化镉的碱性比氢氧化锌强。

## 制备
氢氧化镉可以通过热的氢氧化钠溶液与热的硝酸镉溶液反应得到：
Cd(NO3)2 + 2 NaOH → Cd(OH)2↓ + 2 NaNO3
另一种制法是将氢氧化钾固体加入至碘化镉溶液中，产生的沉淀先加热至其溶解，再静置溶液使之逐渐冷却，析出氢氧化镉。
氢氧化镉也可通过水热法合成。如将20份的氢氧化钠配成的溶液加入1份乙酸镉配成的溶液中，再加入溶液等体积的乙二醇，搅拌半小时后，转移到水热反应釜中反应，在60℃的真空干燥箱中干燥4小时，得到产物。
Cd(CH3COO)2 + 2 NaOH → Cd(OH)2↓ + 2 CH3COONa
用硝酸镉溶液和5%KOH溶液反应，硝酸钠作为矿化剂，进行水热合成，可以得到六边形纳米盘Cd(OH)2。
较新的合成方法还有微波法，如在聚乙二醇（PEG-10000）溶液中加入0.8mol·L-1的硝酸镉，搅拌均匀后，再加入等体积的0.8mol·L-1六次甲基四胺（HMTA），继续搅拌，之后转移到瓷坩埚内，加盖，置于微波炉中低温加热8min，冷却到室温后分别用一次水和多次乙醇洗涤，在60℃下干燥4h，得到Cd(OH)2螺旋形纳米线，反应机理如下：
(CH2)6N4 + 6 H2O → 6 HCHO + 4 NH3
NH3 + H2O → NH4+ + OH−
Cd2+ + 2 OH− → Cd(OH)2↓ + H2O
反应产生的纳米线的直径与长度可以通过改变反应物的浓度来控制，而阴离子的种类对产物的形貌有较大影响。
此外，固相反应也能得到氢氧化镉。如将镉盐（Cd(CH3COO)2·2H2O、CdCl2·2.5H2O、3CdSO4·8H2O或CdCO3·4H2O等）和PEG-400混合均匀，加入氢氧化钠固体，混合研磨半小时后放置5小时，用水与无水乙醇洗涤，在空气中自然干燥，可以得到具有晶形的产物。

## 结构
氢氧化镉有α、β和γ三种形态的结构。其中β型为六方晶系，γ型为单斜晶系。
在固体氢氧化镉中，不存在OH…O氢键。

## 化学性质
氢氧化镉易吸收空气中的二氧化碳，产生碳酸镉。当氢氧化镉加热至150℃时，它会分解，生成氧化镉。
Cd(OH)2 + CO2 → CdCO3 + H2O
Cd(OH)2 —Δ→ CdO + H2O
作为一种碱，氢氧化镉也能溶于酸：
Cd(OH)2 + 2 HCl → CdCl2 + 2 H2O
Cd(OH)2 + 2 HI → CdI2 + 2 H2O
Cd(OH)2 + 2 CH3COOH → Cd(CH3COO)2 + 2 H2O
此外，它还能和氨水、氰化钠反应，产生配合物而溶解：
Cd(OH)2 + 4 NH3·H2O → [Cd(NH3)4](OH)2 + 4 H2O
Cd(OH)2 + 4 NaCN → Na2[Cd(CN)4] + 2 NaOH
和氢氧化锌不同的是，氢氧化镉仅微溶于氢氧化钠（5mol·L-1）溶液，溶解度为0.13g。在浓氢氧化钠溶液中存在Na2[Cd(OH)4]。

## 用途
氢氧化镉在镍镉电池中有应用。
化学化工上，它是制备其他镉化合物的原料之一。

## 安全性
接触皮肤、吸入或吞食有害。
对水生生物毒性很大，并且会造成长期的水体污染。